# Candelariatunnel
De Candelariatunnel (Spaans: Túnel de Candelaria) is een tunnel voor het wegverkeer op de Spaanse autosnelweg GC-1 in de gemeente Mogán, in het zuiden van Gran Canaria. De Candelariatunnel bestaat uit twee tunnelkokers, de noordelijke tunnelkoker is 575 m lang, de zuidelijke tunnelkoker is 564 m lang. De tunnel ligt ten oosten van de Taurotunnel en ten westen van de El Lechugaltunnel. De maximumsnelheid in de tunnel bedraagt 80 km/h.
Adolfo Cañastunnel · Balitotunnel · Candelariatunnel · El Galeóntunnel · El Lechugaltunnel · El Salvajetunnel · Ingeniero Julio Luengotunnel · La Vergatunnel · Los Frailestunnel · Mogántunnel · Montañetotunnel · Motor Grandetunnel · Pico Vientotunnel · Piedra Santatunnel · Pino Secotunnel · Puerto Ricotunnel · Sabinaltunnel · Salto del Negrotunnel · Santo Domingotunnel · Tauritotunnel · Taurotunnel · Tiritañatunnel